# Władysław Ślewiński

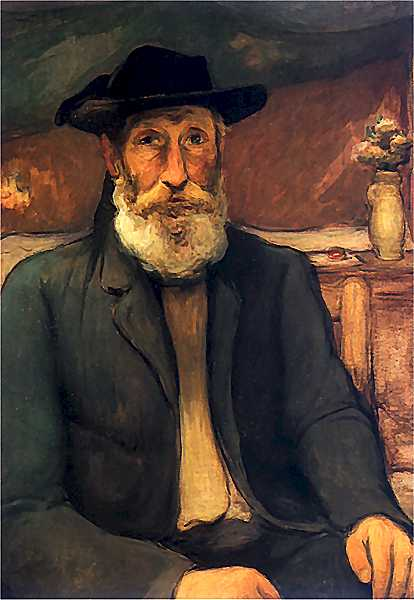
Władysław Ślewiński: Självporträtt i bretonsk hatt 1912

Władysław Ślewiński, född Białynin ,gmina Nowa Sucha,powiat Sochaczewski
1 juni 1856, död 24 mars 1918 Paris, var en polsk konstnär. Han var student till Paul Gauguin och en ledande konstnär i rörelsen Unga Polen, polska Młoda Polska. Han ställde ut sina verk i Paris på Salon des Independents 1895 och 1896 och på Galerie Georges Thomas 1897 och 1898. Ślewiński har också målat ett porträtt av August Strindberg.